# Xico, Veracruz
Xico är en kommunhuvudort i Mexiko.   Den ligger i kommunen Xico och delstaten Veracruz, i den sydöstra delen av landet, 220 km öster om huvudstaden Mexico City. Xico ligger 1 318 meter över havet och antalet invånare är 15 292.
Terrängen runt Xico är lite bergig. Runt Xico är det ganska tätbefolkat, med 139 invånare per kvadratkilometer. Närmaste större samhälle är Xalapa, 15,5 km nordost om Xico. I omgivningarna runt Xico växer i huvudsak städsegrön lövskog.